# España en el Campeonato Mundial de Atletismo de 2007
La selección española de atletismo acudió a los Campeonatos del Mundo de Atletismo de 2007, celebrados en Osaka entre el 25 de agosto y el 2 de septiembre de 2007, con un total de 46 atletas (28 hombres y 18 mujeres).

## Medallas
Se lograron un total de 3 medallas: una de plata, obtenida en la prueba de 20 kilómetros marcha de la mano de Paquillo Fernández; y dos de bronce, logradas por Mayte Martínez en los 800 metros lisos y por María Vasco en los 20 kilómetros marcha. Por el número de medallas obtenidas, España ocupó el 26.º puesto en el medallero.

## Finalistas
Además se obtuvieron otros 7 puestos de finalista gracias a las actuaciones de Arturo Casado, 7.º en los 1500 metros lisos; de Jesús España, 7.º en los 5000 metros lisos; de Jackson Quiñónez, 7.º en los 110 metros vallas; de Eliseo Martín, 7.º en los 3000 metros obstáculos; de Mikel Odriozola, 6.º en los 50 kilómetros marcha; de Rosa María Morató, 8.ª en los 3000 metros obstáculos; y de Ruth Beitia, 6.ª en el Salto de altura.

## Participación
El detalle de la actuación española en la segunda edición de los campeonatos del mundo de atletismo se recoge en la siguiente tabla:
| Atletas                          | Pruebas                 | Actuación |
| -------------------------------- | ----------------------- | --- |
| Ángel David Rodríguez            | 100 metros lisos        | Cuartofinalista: 3.º en su eliminatoria (10.37) y 7.º en su eliminatoria de cuartos de final (10.39)           |
| Manuel Olmedo                    | 800 metros lisos        | Semifinalista: 5.º en su eliminatoria (1:45.90) y 5.º en su semifinal (1:45.61)                                |
| Antonio Manuel Reina Ballesteros | 800 metros lisos        | 1.ª ronda: 4.º en su eliminatoria (1:46.35)                                                                    |
| Eugenio Barrios                  | 800 metros lisos        | 1.ª ronda: 7.º en su eliminatoria (1:46.32)                                                                    |
| Arturo Casado                    | 1500 metros lisos       | Finalista: 1.º en su eliminatoria (3:41.33), 3.º en su semifinal (3:40.83) y 7º en la final (3:35.62)          |
| Sergio Gallardo                  | 1500 metros lisos       | Final: 6.º en su eliminatoria (3:39.92), 6.º en su semifinal (3:41.14) y 12.º' en la final (3:37.03)           |
| Juan Carlos Higuero              | 1500 metros lisos       | Final: 3.º en su eliminatoria (3:40.93), 8.º en su semifinal (3:44.15) y 13.º' en la final (3:38.43)           |
| Jesús España Cobo                | 5000 metros lisos       | Finalista: 2.º en su eliminatoria (13:46.45) y 7º en la final (13:50.55)                                       |
| José Manuel Martínez             | Maratón                 | 10.º (2h20:25)                                                                                                 |
| José Ríos Ortega                 | Maratón                 | 17.º (2h22:21)                                                                                                 |
| Julio Rey                        | Maratón                 | Abandonó |
| Óscar Martín                     | Maratón                 | Abandonó |
| Jackson Quiñónez                 | 110 metros vallas       | Finalista: 2.º en su eliminatoria (13.39), 4.º en su semifinal (13.33) y 7º en la final (13.33)                |
| Felipe Vivancos                  | 110 metros vallas       | 1.ª ronda: Descalificado                                                                                       |
| José María Romera                | 400 metros vallas       | 1.ª ronda: 7.º en su eliminatoria (50.82)                                                                      |
| Eliseo Martín                    | 3000 metros obstáculos  | Finalista: 6.º en su eliminatoria (8:24.49) y 7º en la final (8:22.91)                                         |
| José Luis Blanco                 | 3000 metros obstáculos  | Final: 6.º en su eliminatoria (8:25.00) y descalificado en la final                                            |
| Antonio David Jiménez Pentinel   | 3000 metros obstáculos  | 1.ª ronda: 10.º en su eliminatoria (8:50.41)                                                                   |
| Javier Bermejo                   | Salto de altura         | Calificación: 36.º (2.14)                                                                                      |
| Manuel Martínez Gutiérrez        | Lanzamiento de peso     | Calificación: sm                                                                                               |
| Mario Pestano                    | Lanzamiento de disco    | Final: 10.º en la calificación (63.10) y 10.º en la final (62.70)                                              |
| Agustín Felix Esbri              | Decatlón                | 17.º (7.749 puntos)                                                                                            |
| Paquillo Fernández               | 20 kilómetros marcha    | Medalla de plata (1h22:40)                                                                                     |
| Juan Manuel Molina               | 20 kilómetros marcha    | 16.º (1h26:26)                                                                                                 |
| Benjamín Sánchez Bermejo         | 20 kilómetros marcha    | 23.º (1h27:29)                                                                                                 |
| Mikel Odriozola                  | 20 kilómetros marcha    | Finalista: 6.º (3h55:19)                                                                                       |
| Jesús Ángel García Bragado       | 50 kilómetros marcha    | Descalificado                                                                                                  |
| Santiago Pérez Alonso            | 50 kilómetros marcha    | Abandonó |
| Mayte Martínez                   | 800 metros lisos        | Medalla de bronce: 2.ª en su eliminatoria (1:59.58), 2.ª en su semifinal (1:59.32) y 3.ª en la final (1:57.62) |
| Iris Fuentes-Pila                | 1500 metros lisos       | Final: 4.ª en su eliminatoria (4:09.58), 6.ª en su semifinal (4:06.99) y 10.ª en la final (4:14.00)            |
| Dolores Checa                    | 1500 metros lisos       | Semifinalista: 6.ª en su eliminatoria (4:11.24) y 10.ª en su semifinal (4:20.44)                               |
| Rosa María Morato                | 3000 metros obstáculos  | Finalista: 1.ª en su eliminatoria (9:43.48) y 8.ª en la final (9:36.84)                                        |
| Zulema Fuentes-Pila              | 3000 metros obstáculos  | 1.ª ronda: 8.ª en su eliminatoria (9:55.62)                                                                    |
| Diana Martín Giménez             | 3000 metros obstáculos  | 1.ª ronda: 10.ª en su eliminatoria (9:53.88)                                                                   |
| Ruth Beitia                      | Salto de altura         | Finalista: 1.ª en la calificación (1.94) y 6.ª en la final (1.97)                                              |
| Marta Mendía                     | Salto de altura         | Calificación: 22.ª (1.88)                                                                                      |
| Concepción Montaner              | Salto de longitud       | Calificación: 15.ª (6.55)                                                                                      |
| Naroa Aguirre                    | Salto con pértiga       | Calificación: 13.ª (4.50)                                                                                      |
| Carlota Castrejana               | Triple salto            | Calificación: 13.ª (14.16)                                                                                     |
| Patricia Sarrapio                | Triple salto            | Calificación: 22.ª (13.55)                                                                                     |
| Irache Quintanal                 | Lanzamiento de peso     | Calificación: 24.ª (16.53)                                                                                     |
| Berta Castells                   | Lanzamiento de martillo | Calificación: 30.ª (63.32)                                                                                     |
| Mercedes Chilla                  | Lanzamiento de jabalina | Calificación: 27.ª (53.64)                                                                                     |
| María Vasco                      | 20 kilómetros marcha    | Medalla de bronce (1h30:47)                                                                                    |
| María José Poves                 | 20 kilómetros marcha    | 12.ª (1h35:06)                                                                                                 |
| Beatriz Pascual                  | 20 kilómetros marcha    | 13.ª (1h35:13)                                                                                                 |